# Oxypleurodon karubar
Oxypleurodon karubar is een krabbensoort uit de familie van de Epialtidae. De wetenschappelijke naam van de soort is voor het eerst geldig gepubliceerd in 1995 door Richer de Forges.